# Трани
Тра̀ни (на италиански: Trani) е град и община в Южна Италия, един от трите административни центрове на провинция Барлета-Андрия-Трани в регион Пулия. Разположен е на 7 m надморска височина. Населението на града е 53 883 души (към февруари 2010).